# Orița (пистолет-пулемёт)
Орица — это пистолет-пулемёт калибра 9×19 мм, который производился в Румынии во время Второй мировой войны и в течение нескольких лет после её окончания.
Был назван в честь капитана Марина Орицы (Военно-технический корпус румынской армии), которому в Румынии приписывают конструкцию оружия. (Другие источники описывают Orița как совместный чешско-румынский проект; Считается, что чех Леопольд Яшек и румын Николае Стерка также внесли свой вклад в его разработку.) Массовое производство осуществлялось компанией CMC. Uzinele Metallurgice Copşa Mică совместно с Куджирским оружейным заводом. Первая версия, Модель 1941 г., поступила на вооружение румынской армии в 1943 г. Двумя более поздними улучшенными моделями были Модель 1948 года с фиксированным деревянным прикладом и редкая десантная модель 1949 года со складным металлическим прикладом. Данный пистолет-пулемёт оставался на вооружении румынской армии до тех пор, пока в 1960-х годах он не был заменён PM модели 1963/1965 года, румынской версией Автомата Калашникова. Орица оставался на вооружении румынских военизированных формирований («Gărzile Patriotice») до 1970-х годов.
При темпе производства 666 единиц в месяц по состоянию на октябрь 1942 года, до октября 1943 года было выпущено примерно 6000 пистолетов-пулемётов Orița.
Небольшое количество данного оружия также использовалось Вермахтом в течение последних двух лет Второй мировой войны.

## Карабин Орица
Был разработан карабин Orița под патрон 9×23 мм Steyr. Был построен только один прототип, который он хранится в Национальном военном музее в Бухаресте .